# نورة النومان
نورة أحمد النومان Noura Ahmed Al-Noman- هي كاتبة خيال علمي من الإمارات العربية المتحدة. درست نورة النومان الإنجليزية في جامعة الإمارات العربية المتحدة و تلقت درجة ماجستير في الترجمة من الجامعة الأمريكية في الشارقة. مثلت الإمارات في معرض أبو ظبي الدولي للكتاب عام 2013.

## الحياة المهنية
شغلت نورة النومان منصب مدير عام المكتب التنفيذي لحرم صاحب السمو حاكم الشارقة سمو الشيخة جواهر بنت محمد القاسمي. بدأت النومان حياتها المهنية في عمر مبكر، حيث عملت مدرسة ، ثم انتقلت إلى قسم المراقبة في وزارة الاعلام، وكانت تتولى مراقبة الكتب والمجلات والاصدارات الإنجليزية التي ترد إلى الدولة مما عز خلفيتها الثقافية في مختلف المجالات . كانت النومان أول إماراتية تفتح مكتبًا للترجمة القانونية في الشارقة. وتتنوع مجالات عمل النومان فهي من اسرة مؤسسة الشارقة للاعلام. كما أنها تولت إدارة مستشفى القاسمي ، إضافة إلى عضويتها في مؤسسة تطوير، وهي كاتبة قصة في رصيدها قصص موجهة للأطفال وروايات موجهة للناشئة، وهي من أعضاء المجلس الإماراتي لكتب اليافعين.

## رواياتها
أول رواية لها ، أجوان، نشرت عام 2012 و فازت بجائزة اتصالات لكتاب الطفل أفضل كتاب شباب بالغين عام 2013. قالت النومان بأنها كتبت الرواية لأنها كانت غير قادرة على إيجاد رواية خيال علمي شباب بالغين باللغة العربية لتقرأها ابنتها، مشيرة إلى أن خيال المراهقيين و الخيال العلمي شبه معدومة باللغة العربية. تتابع الرواية قصة فتاة بعمر 19 عاما، في سعي بين الكواكب لإنقاذ طفلها الرضيع من منظمة شريرة تريد تحويله لجندي خارق. 
نشرت تكملة لأجوان، باسم ماندان، عام 2014. و من المقرر صدور تكملات أخرى.

## الأعمال الأدبية[5]
- القطة قطنة، كتاب أطفال مصور، 2010م، دار كلمات للنشر والتوزيع- الشارقة- ردمك ( ISBN 9789948157847)
- القنفذ كيوي، كتاب أطفال مصور، 2010م، دار كلمات للنشر والتوزيع - الشارقة. ردمك ( ISBN 9789948157830)
- أجوان، رواية، 2012، دار نهضة مصر للطباعة والنشر- القاهرة - ردمك ( ISBN 9771445391) (أربعة أجزاء)، طبعات متعددة
- ماندان، الجزء الثاني من رواية أجوان، رواية، 2014، دار نهضة مصر للطباعة والنشر- القاهرة- ردمك (ISBN 9789771447122)
- شمسة والسوشي، قصة أطفال، 2015م، دار كلمات للنشر والتوزيع- الشارقة. ردمك (ISBN 9789948203728)
- سَيْدونِيَة - الجزء الثالث من رواية أجوان، رواية 2016م، دار نهضة مصر للطباعة والنشر- القاهرة. ردمك (ISBN 6221133352697)

## رواية أجوان
تقع الرواية في أربعة أجزاء بمسيات مختلفة : أجوان، ماندان، سَيْدونِيَة. وقد تم تحويل الرواية إلى عمل فني تمثل في المسلسل الإماراتي "أجوان" من إخراج عرفة المغيرية، ونور شيخ الأرض ، ومن تمثيل رشا فاروق، ليال وطفة، نور شيخ الأرض، هالة عودة وآخرون. المسلسل تم عرضه في ديسمبر 2022م.